# كأس المكسيك 1995–96
كأس المكسيك 1995–96 (بالإسبانية: Copa México 1995-96)‏ هو الموسم 39 من كأس المكسيك. كان عدد الأندية المشاركة فيه 32، وفاز فيه تايجرز أونال.